# Восточно-Исландское течение
Восто́чно-Исла́ндское тече́ние (англ. East Iceland Current) — холодное течение в Атлантическом океане, у северо-восточного и восточного берегов острова Исландия.
Восточно-Исландское течение имеет устойчивое южное направление. Температура воды находится в пределах от −1 °C до +3 °C. Скорость варьируется от 0,9 до 1,9 км/ч.